# Hanns Albin Rauter
Johann Baptist Albin (Hanns Albin) Rauter (n. 4 februarie 1895, Klagenfurt, Austria – d. 24 martie 1949, Scheveningen, Haga, Olanda de Sud, Țările de Jos) a fost un înalt funcționar SS născut în Austria, ce a îndeplinit în perioada 1940-1945 funcția de comandant al poliției și al SS pe teritoriul ocupat al Țărilor de Jos. În această calitate, el îi raporta direct comandantului SS Heinrich Himmler și abia apoi guvernatorului nazist al Țărilor de Jos, Arthur Seyss-Inquart. După cel de-al Doilea Război Mondial a fost judecat în Țările de Jos pentru crime împotriva umanității, fiind condamnat la moarte și executat prin împușcare.

## Primii ani de viață și cariera
Născut la Klagenfurt, ca al doilea din cei șapte copii ai funcționarului Josef Rauter, a absolvit liceul în anul 1912 și a început studii de inginerie la Universitatea de Tehnologie din Graz. La izbucnirea Primului Război Mondial s-a înrolat ca voluntar în Armata Austro-Ungară. El a servit în cadrul unui Gebirgsschützenregiment și a fost demobilizat în 1919 cu gradul de oberleutnant. Rauter a luat parte la luptele pentru libertate din Carintia (Kärntner Freiheitskampf) din 1919, iar din mai până în iulie 1921 a luptat în cadrul Freikorps Oberland din Silezia Superioară. Pentru serviciul său în timpul războiului, Rauter a primit mai multe decorații, inclusiv Crucea de Merit Militar Austriac clasa a III-a cu însemne de război, Medalia de Argint pentru Vitejie, Medalia pentru cei răniți și Crucea Carol pentru Trupe. În anul 1921 a fost membru fondator al organizației antisemite „Steirischer Heimatschutz”, al cărei șef a devenit în același an. În 1937 s-a căsătorit cu o femeie în vârstă de 22 de ani, cu care a avut cinci copii.
Rauter l-a cunoscut pe Adolf Hitler în anul 1927 și s-a alăturat mișcării național-socialiste din Austria. Activitățile sale politice din Austria l-au forțat să se refugieze în Germania în 1933, unde a devenit membru al secției NSDAP pentru Austria. El s-a alăturat SA și a fost activ în planificarea activităților ilegale ale NSDAP în Austria. În 1935 a părăsit SA pentru a deveni membru al SS. A fost avansat de la gradul de Standartenführer⁠(d) la cel de Oberführer (20 februarie 1935) și apoi la cel de Brigadeführer (21 decembrie 1939). Până în 1940, el a fost comandant al filialei Sud-Est a organizației SS din Breslau.

## Acțiunile desfășurate în Țările de Jos

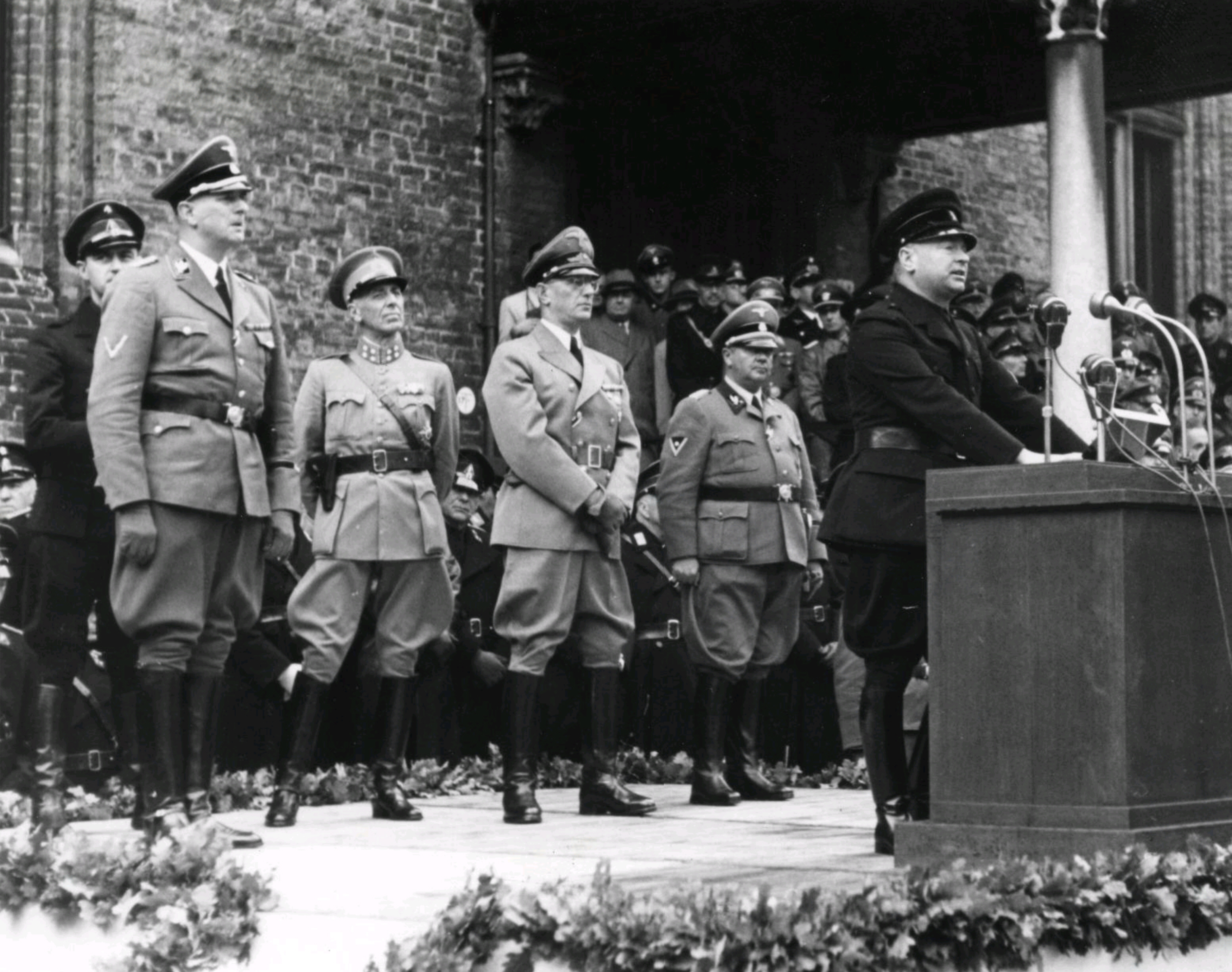
Leider Anton Mussert ținând un discurs către voluntarii NSB din Haga, octombrie 1941. În spatele său se află Rijkscommissaris Arthur Seyss-Inquart, generalul Hendrik Seyffardt și SS-Obergruppenführer Hanns Albin Rauter

La 23 mai 1940 Rauter a fost numit Generalkommissar für das Sicherheitswesen (comisar general pentru siguranță) și Höherer SS-und Polizeiführer (lider suprem al poliției și al SS) în teritoriile ocupate ale Țărilor de Jos. La 20 aprilie 1941 a fost promovat la gradele de Gruppenführer⁠(d) și Generalleutnant der Polizei și apoi, la 21 iunie 1943, la gradele de SS-Obergruppenführer și General der Polizei.
În calitate de comandant al poliției și de lider SS cu cel mai înalt grad din Olanda, Rauter a fost responsabil pentru deportarea de 110.000 de evrei neerlandezi în lagărele de concentrare naziste (doar 6.000 au supraviețuit) și reprimarea Rezistenței Olandeze. El a deportat 300.000 de olandezi în Germania pentru a efectua muncă forțată. Primele sale victime au fost nouă greviști uciși pe 26 februarie 1941, în timpul reprimării armate a Grevei din februarie: el a declarat imediat starea de urgență și a ordonat execuții sumare.
El a fost comandantul nazist care a promovat teroarea prin arestarea și internarea cetățenilor neerlandezi în lagărele din Țările de Jos. SS-ul a înființat un lagăr de concentrare numit Herzogenbusch după orașul 's-Hertogenbosch, dar situat în orașul vecin Vught care i-a dat lagărului numele său neerlandez: Kamp Vught. În total, au fost deținute în acest lagăr 31.000 de persoane, dintre care aproximativ 735 au fost ucise. De asemenea, SS-ul a înființat și administrat un așa-numit polizeiliches Durchgangslager sau lagăr polițienesc de tranzit lângă Amersfoort, cunoscut sub numele de Kamp Amersfoort, în fapt un lagăr de concentrare în care au fost deținute și maltratate aproximativ 35.000 de persoane, dintre care 650 de persoane (olandezi și ruși) au murit. Organizația SS condusă de Rauter a administrat, de asemenea, lagărul de tranzit Westerbork (polizeiliches Durchgangslager Westerbork), locul din care 110.000 de evrei olandezi au fost deportați în lagărele de concentrare și de exterminare naziste, în principal la Auschwitz și Sobibor.
Sub conducerea lui Rauter, a fost construit un bloc special pentru deținuți politici (de exemplu, membri ai Rezistenței olandeze) în închisoarea din Scheveningen. Aceștia au fost deținuți de multe ori pe un termen nedeterminat. În total au fost deținute aici 28.000 de persoane într-o perioadă mai mare de 4 ani; mulți au fost maltratați, unii au fost judecați, iar 738 de bărbați și 21 de femei au murit aici sau pe câmpul de execuție din apropiere, Waalsdorpervlakte (acum un loc de rememorare națională).
Rauter a instigat, de asemenea, realizarea de represalii pentru fiecare atac comis la adresa funcționarilor naziști și a colaboratorilor olandezi: pentru un nazist ucis trebuiau executați zece olandezi, iar pentru un colaborator olandez trebuiau executați trei olandezi. În 1944 aceste numere au crescut brusc pe măsură ce mișcarea de rezistență a devenit tot mai activă.
În perioada asaltului aliat asupra orașului Arnhem în cadrul Operațiunii Market Garden, Rauter a preluat comanda executivă a Kampfgruppe Rauter în timpul operațiunilor din zona Veluwe și în apropierea podurilor de peste râul IJssel. Kampfgruppe Rauter era constituită din Landstorm Nederland, Wachbataillon Nordwest și un regiment al Ordnungspolizei. După respingerea de către germani a asaltului asupra orașului Arnhem, Rauter a primit comanda frontului Maas ca general în organizația Waffen-SS.
În noaptea de 7 spre 8 martie 1945, el a fost grav rănit în urma unui atac organizat de rezistența olandeză în „Woeste Hoeve” din pădurea Veluwe, un mic sat aflat între Arnhem și Apeldoorn. Ca represalii, germanii au executat 117 deținuți politici chiar pe locul atacului, precum și 49 de prizonieri în Kamp Amersfoort, 38 de prizonieri deținuți la Haga, 53 de prizonieri la Amsterdam și 6 prizonieri la Utrecht. Acest atac nu fusese planificat; rezistența a vrut să deturneze un camion și să-l folosească pentru a ajunge la un fermier care sacrifica vaci pentru armata germană. În loc de camion, membrii rezistenței îmbrăcați în uniforme germane au oprit autoturismul BMW al lui Rauter. Cu toate acestea, Rauter emisese o directivă, cu doar două săptămâni mai devreme, ce prevedea că patrulele germane nu trebuiau să oprească niciun vehicul militar german în afara orașelor sau satelor, și a izbucnit astfel un schimb de focuri. Ceilalți pasageri au fost uciși, dar Rauter s-a prefăcut mort și a supraviețuit. El a fost găsit de către un militar dintr-o patrulă germană și transferat la un spital unde a rămas până la arestarea sa de către Poliția Militară Britanică după capitularea Germaniei Naziste.

## După război

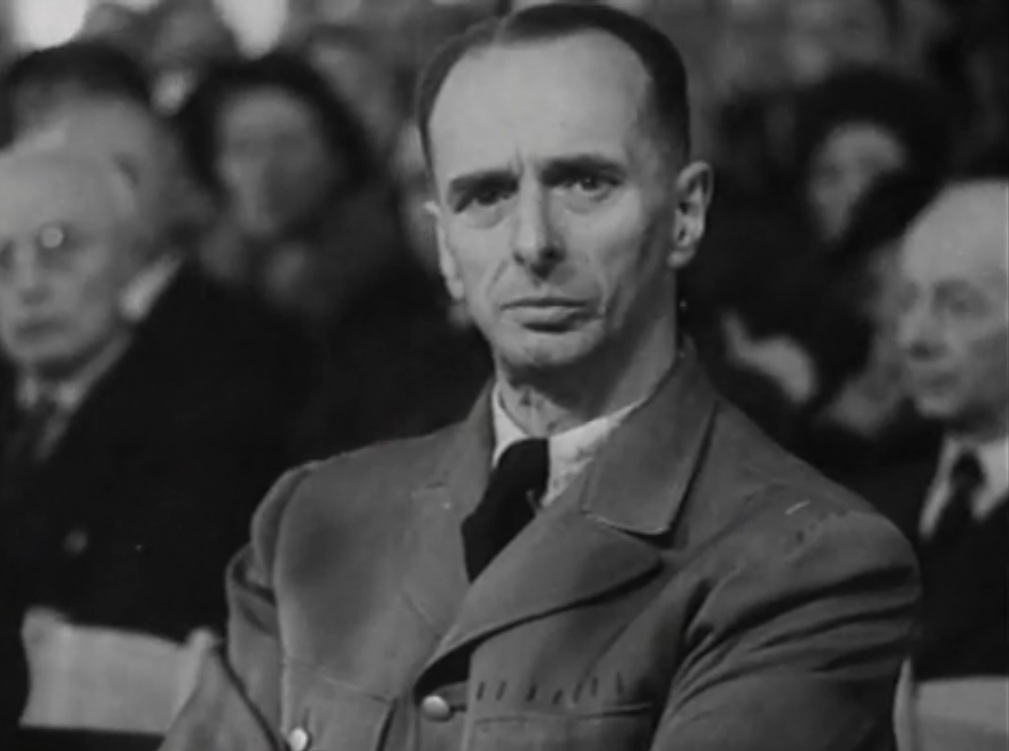
Hanns Rauter judecat de Tribunalul special de la Haga (1948)

Rauter a fost predat guvernului olandez de către britanici și a fost judecat de un tribunal special de la Haga. El a negat că ar fi comis crime de război, dar instanța l-a găsit vinovat și l-a condamnat la moarte la 4 mai 1948. Procesul a fost înregistrat într-un film documentar. Sentința de condamnare la moarte a fost confirmată de o instanță superioară pe 12 ianuarie 1949, iar Rauter a fost executat prin împușcare lângă Scheveningen pe 24 martie 1949. Locul mormântului său rămâne un secret de stat.
Motivul principal al condamnării la pedeapsa capitală l-a constituit deportarea în lagărele de exterminare a aproximativ 110.000 de evrei din Țările de Jos, din care au supraviețuit doar aproximativ 6.000. Rauter respinsese intervenția secretarului de stat Karel Johannes Frederiks în favoarea evreilor olandezi pe motiv că „problema evreiască este o afacere pur germană”. În același timp, Tribunalul Special a constatat că măsurile represive ale lui Rauter nu au fost justificate, deoarece atacul neprovocat al Germaniei Naziste a dus la ocuparea ilegală a Țărilor de Jos, motiv pentru care olandezii au avut datoria de a rezista. Curtea de Casație și-a însușit opinia Tribunalului Special și a decis că autoritățile germane de ocupație nu aveau nici un drept să realizeze represalii din cauza încălcării dispozițiilor Convenției de la Haga.
În timpul detenției sale a purtat discuții cu doi istorici olandezi despre activitatea desfășurată în Țările de Jos. El a afirmat că a respectat ordinele superiorilor și a pretins că nu știa nimic despre Holocaustul organizat în lagărele din Polonia ocupată.

## Mențiuni literare
Tânăra diaristă Anne Frank îl menționează pe Rauter într-o notă datată 27 martie 1943 din jurnalul ei, numindu-l „unul dintre friții ăia cu funcții înalte”, și se referă la discursul lui în care a afirmat că Țările de Jos vor fi „curățate” curând de evrei „ca și cum ar fi vorba de gândaci de bucătărie”.